# Manhunt International 1998
Manhunt International 1998  là cuộc thi Manhunt International lần thứ năm được tổ chức tại Gold Coast, Úc vào ngày 3 tháng 5 năm 1998. Có 34 quốc gia dự thi, Jason Erceg đến từ New Zealand trao vương miện cho người kế nhiệm là Peter Eriksen đến từ Thụy Điển.

## Kết quả
| Hạng                       | Thí sinh |
| -------------------------- | --- |
| Manhunt International 1998 | - Thụy Điển – Peter Eriksen |
| Á vương 1                  | - Đức – Tamme Boh Tjarks |
| Á vương 2                  | - Hoa Kỳ – Robert Korceki |
| Á vương 3                  | - Singapore – Philip Lee |
| Á vương 4                  | - Latvia – Rets Renemaris |
| Top 10                     | - Bahamas – Shyan Chipman - Costa Rica – Mario Carballo - Perú – Martin Parra - Thổ Nhĩ Kỳ – Fuat Cingiler - Úc – Reuben Buchanan |

Giải thưởng đặc biệt
| Giải thưởng           | Thí sinh                    |
| --------------------- | --------------------------- |
| Best National Costume | - Thụy Điển – Peter Eriksen |
| Mr. Physique          | - Latvia – Rets Renemaris   |
| Mr. Personality       | - Singapore – Philip Lee    |

## Các thí sinh
34 thí sinh dự thi.
| Quốc gia/vùng lãnh thổ | Thí sinh               |
| ---------------------- | ---------------------- |
| Áo                     | Enrich Wandl           |
| Ấn Độ                  | Balbir Meena           |
| Bahamas                | Shyan Chipman          |
| Belarus                | Vasiliy Bololov        |
| Bỉ                     | Tanguy Neiringkx       |
| Bolivia                | Rodrigo Bell           |
| Bulgaria               | Sebastian Loluv        |
| Costa Rica             | Mario Carballo         |
| Đức                    | Tamme Boh Tjarks       |
| Gibraltar              | Aaron Caballero        |
| Gruzia                 | Roland Saradidze       |
| Hà Lan                 | Damy Donks             |
| Hoa Kỳ                 | Robert Korceki         |
| Hồng Kông              | Mark Li                |
| Hy Lạp                 | Pavlos Kavapouris      |
| Latvia                 | Rets Renemaris         |
| Malaysia               | Ben Hoo Choon Kian     |
| México                 | Jorge Roderiguez       |
| Nam Phi                | Joseph Urli            |
| New Zealand            | Daniel Mclean          |
| Nga                    | Yakov Makhiboroda      |
| Panama                 | Angel Demelos          |
| Perú                   | Martin Parra           |
| Pháp                   | Pierre François Lutton |
| Philippines            | Michael Sol Cruz       |
| Singapore              | Philip Lee             |
| Síp                    | Andy Nicola            |
| Thái Lan               | Somchai Pipaphonuk     |
| Thổ Nhĩ Kỳ             | Fuat Cingiler          |
| Thụy Điển              | Peter Eriksen          |
| Thụy Sĩ                | Piedro Della Valle     |
| Úc                     | Reuben Buchanan        |
| Venezuela              | Jossman Penalver       |
| Ý                      | Fabio Goldoni          |